# Mamihlapinatapai
Mamihlapinatapai (manchmal auch mamihlapinatapei) ist ein Wort aus der Sprache der Yaghan, welches im Guinness-Buch der Rekorde als das „prägnanteste Wort“ gelistet ist. Es gilt außerdem als eines der am schwierigsten zu übersetzenden Worte, jedoch kann es mit folgender Phrase umschrieben werden: „das Austauschen eines Blickes zwischen zwei Personen, von denen jeder wünschte, der andere würde etwas initiieren, was beide begehren, aber keiner bereit ist, zu tun.“
Das Wort wird in Zusammenhang mit dem Freiwilligendilemma in dem Buch Schere, Stein, Papier – Spieltheorie im Alltag (im englischen Original: Rock, Paper, Scissors – Game theory in everyday life: strategies for co-operation) von Len Fisher beschrieben.
Das Wort besteht aus dem reflexiven, passiven Präfix ma- (mam- vor einem Vokal), der Wurzel ihlapi, welche bedeutet „nicht wissend was als Nächstes zu tun ist“, dem stativen Suffix -n, dem Suffix -ata und dem Doppelsuffix -apai, welche in Verbindung mit dem reflexiven Präfix mam- eine wechselseitige Bedeutung hat.